# Čeladná
Čeladná (deutsch Czeladna, auch Tscheladna) ist eine Gemeinde in Tschechien. Sie liegt fünf Kilometer südlich von Frýdlant nad Ostravicí und gehört zum Okres Frýdek-Místek.

## Geographie
Čeladná befindet sich am Fuße der Mährisch-Schlesischen Beskiden im Tal der Čeladenka. Westlich erhebt sich die Skalka (964 m), östlich der Žár (630 m). Im Südosten liegt der Smrk (1276 m), im Südwesten die Malá Stolová (1009 m) und die Velká Stolová (1049 m). Südwestlich und östlich des Dorfes befinden sich zwei große Golfplätze.
Nachbarorte sind Pstruží im Norden, Nová Ves und Nová Dědina im Nordosten, Ostravice im Osten, Hamry im Süden, Pod Stolovou im Südwesten, Kunčice pod Ondřejníkem im Westen sowie Kozlovice im Nordwesten.

## Geschichte
Durch das Tal der Čeladenka führte ein mittelalterlicher Handelsweg von Mähren über den Makov-Pass nach Ungarn. Zum Schutze dieser Handelsverbindung wurde am Eingang zum Gebirge im 13. Jahrhundert eine Felsenburg errichtet. Diese fiel im 15. Jahrhundert wüst.
Das Dorf Čeladná wurde erstmals 1581 im Urbar der Herrschaft Hochwald erwähnt. Čeladná bestand zum Ende des 16. Jahrhunderts aus 18 Anwesen einschließlich einer Mahlmühle und einer Sägemühle. Während des Dreißigjährigen Krieges wurde in Čeladná eine Landeswache zum Schutz der Grenzen Mährens eingerichtet. Sie bestand bis 1828. Die Bewohner lebten ursprünglich von der Köhlerei für die Eisenhütten der Umgebung. Daneben wurde Eisenerz gefördert. 1678 wurde in Čeladná eine Eisenhütte aufgenommen. Sie ging 1690 wieder ein. Die erste Schule eröffnete 1786. 1796 wurde mit einem Hochofen die Verhüttung von Eisenerz durch die Erzbischöflichen Eisenwerke wieder aufgenommen. Gleichzeitig entstand ein Eisenhammer. Verarbeitet wurden die in Kunčice pod Ondřejníkem und Čeladná geförderten Erze. Später kam noch eine Eisengießerei und Drahtfabrik hinzu.
Nach der Aufhebung der Patrimonialherrschaften bildete Čeladná ab 1850 eine Gemeinde im Bezirk Mistek. 1880 nahm eine Mechanische Weberei den Betrieb auf. 1899 eröffnete Josef Dočkal am südlichen Fuße der Skalka ein Hotel mit angeschlossenem Bad und Park. Nachdem der Arzt Jan May aus Mariánské Hory das Hotel im Jahre 1902 erworben hatte, stiftete er es zum Kurbad und Sanatorium für die Bergarbeiter aus Mährisch Ostrau. 1913 wurden die Erzbischöflichen Eisenwerke an die neu gründete Ferrum A.G. verpachtet. Diese stellte 1922 den Betrieb in Čeladná ein.
Nach dem Zweiten Weltkrieg wurde Čeladná dem Okres Frenštát pod Radhoštěm zugeordnet und kam 1961 nach dessen Auflösung zum Okres Frýdek-Místek. 1952 wurde der Badebetrieb in Lázně Skalka eingestellt und das Bad in eine Außenstelle des Bezirkskrankenhauses umgewandelt.
Im Jahre 2000 wurde ein neues Gemeindezentrum eröffnet. Im selben Jahre eröffnete das Unternehmen Prosper Trading a.s. einen von Miguel Ángel Jiménez gestalteten Golfplatz. 2003 entstand in Čeladná mit dem Neuen Golfplatz eine zweite 18-Loch-Anlage. Damit befindet sich in Čeladná das größte Golfareal Tschechiens. Das frühere Kurbad fungiert heute als Rehabilitationszentrum Beskiden. Čeladná ist heute ein Erholungsort.

## Gemeindegliederung
Für die Gemeinde Čeladná sind keine Ortsteile ausgewiesen. Zu Čeladná gehören die Ansiedlungen Hamry, Lázně Skalka, Pod Stolovou II, Pod Ondřejníkem II und Podolánky.

## Sehenswürdigkeiten
- Kirche des Hl. Johannes von Nepomuk, erbaut 1784
- hölzerne Kapelle und Altan an der Quelle Cyrilka in Hamry, errichtet 1936
- wüste Burgstatt Čeladná am Hügel Kozinec bei Hamry
- Museum für Josef Kalus in Hamry
- Das nationale Naturreservat Kněhyně-Čertův mlýn liegt zum großen Teil im Katastergebiet der Gemeinde

## Persönlichkeiten

### Söhne und Töchter der Gemeinde
- Michal Altrichter (* 1965), Religionswissenschaftler
- Radomír Chýlek (* 1967), Fußballspieler
- Martin David (* 1970), römisch-katholischer Geistlicher, Bischof von Ostrau-Troppau
- Ondřej Kratěna (* 1977), Eishockeyspieler
- Pavel Kubina (* 1977), Eishockeyspieler
- Jakub Janda (* 1978), Skispringer
- Jan Mazoch (* 1985), Skispringer
- Jiří Mazoch (* 1990), Skispringer
- Vladěna Pustková (* 1992), Skispringerin
- Filip Sakala (* 1996), Skispringer

### In der Gemeinde lebten und wirkten
- Josef Kalus (1855–1934), tschechischer Lyriker, wirkte als Lehrer in Čeladná